# Bathynomus lowryi
Bathynomus lowryi är en kräftdjursart som beskrevs av Bruce och Bussarawit 2004. Bathynomus lowryi ingår i släktet Bathynomus och familjen Cirolanidae. Inga underarter finns listade i Catalogue of Life.